# Шнеко-бурова машина
Шнеко-бурова машина — гірнича машина для механізованої виїмки вугілля методом буріння свердловин.

## Загальний опис
На відкритих роботах Ш.-б.м. використовують на пологих пластах з кутом падіння до 10-15о, потужністю 1,2-3 м. Технологія виїмки з допомогою Ш.-б.м. отримала пром. застосування г.ч. у США. Переваги Ш.-б.м.: висока продуктивність (до 700 т за зміну і більше); відносно невеликі експлуатаційні витрати і невеликий обсяг гірничо-підготовчих робіт; незначні порушення земної поверхні; висока якість вугілля, яке видобувається; можливість розробки родовищ з невеликими запасами вугілля. Недоліки: складність управління машиною і буровим складом; відносно великі втрати вугілля (до 50 % і більше) при роботі без спец. засобів, які передбачають виїмку міжсвердловинних ціликів; невелика глибина буріння. На підземних роботах у вітчизняній практиці використовують Ш.-б.м. типу БУГ. Область їх застосування — пологі пласти потужністю 0,55-0,75 м, продуктивність до 100—150 т/доб.